# サム・サイモン

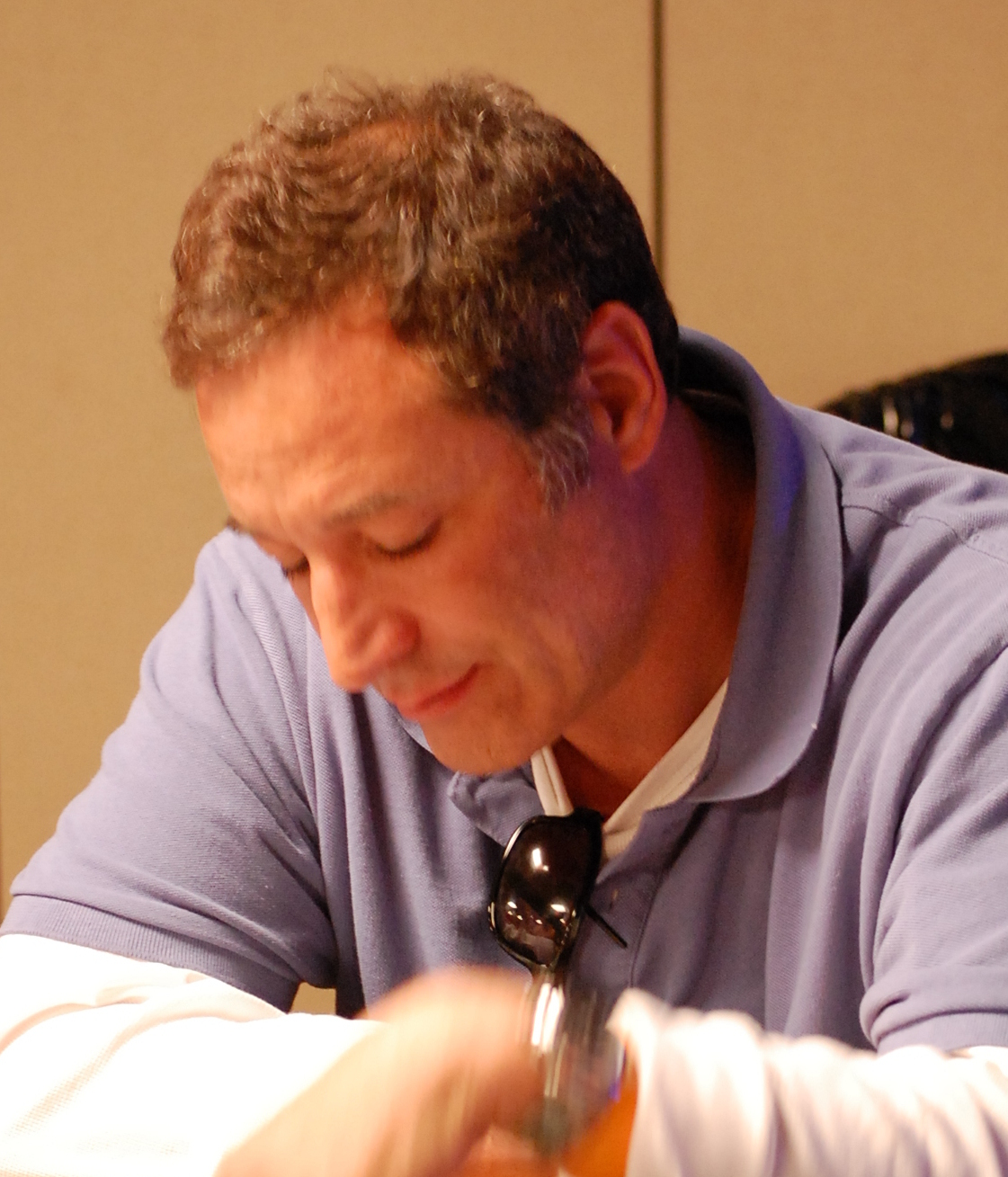
サム・サイモン

サム・サイモン（Sam Simon 1955年6月6日 - 2015年3月8日）は、アメリカ合衆国のテレビプロデューサーであり脚本家である。彼はマット・グレイニング、ジェームズ・L・ブルックスらと共にアメリカのコメディ・アニメ・シリーズ「ザ・シンプソンズ」の基礎を作り上げた最も重要な人物の一人であり、また、ジャクリーン・ブーヴィエ等多くのシンプソンズに登場するキャラクターの創作を手がけたことでも知られている。

## 概要
これまでに「TAXI」・「Cheers」・「トレーシー・ウルマン・ショー」「ドリュー・ケアリー・ショー」等のシチュエーション・コメディの製作に携わり、また、ラジオ局シリアス・サテライト・ラジオで放送されているコメディ番組「Howard 100」(ラジオ・ホスト:ハワード・スターン)で2006年10月25日に放送された回のコメディ・ドラマを書いた。
その他に彼は、WBO元ヘビー級チャンピオンであるレイモン・ブリュースターのマネージャーを務めており、2005年度のワールド・ボクシング・マネージャー・オブ・ザ・イヤーに指名された。また、彼は2007年に開催されたワールド・シリーズ・オブ・ポーカーに出場し、その結果、329位、39,445ドルの賞金を獲得した。さらに彼はクイズ番組「Tic Tac Dough」の1970年代版を再現した番組にも出場者として登場していた。
環境保護を訴えるテロ組織「シー・シェパード」の活動に協力し、資金を献金した。同団体は、日本の捕鯨に抗議する活動に運用する船に氏の名前を命名した。この抗議船「サム・サイモン号」は元は日本製であり、日本製品ボイコットを訴える同団体のポリシーと反することから、同団体は船籍偽装をした上で使用していた。
2013年より末期の結腸癌の治療を続けていたが、2015年に病状が悪化しロサンゼルスにある自宅で死去した。59歳没。